# Feria de Murcia

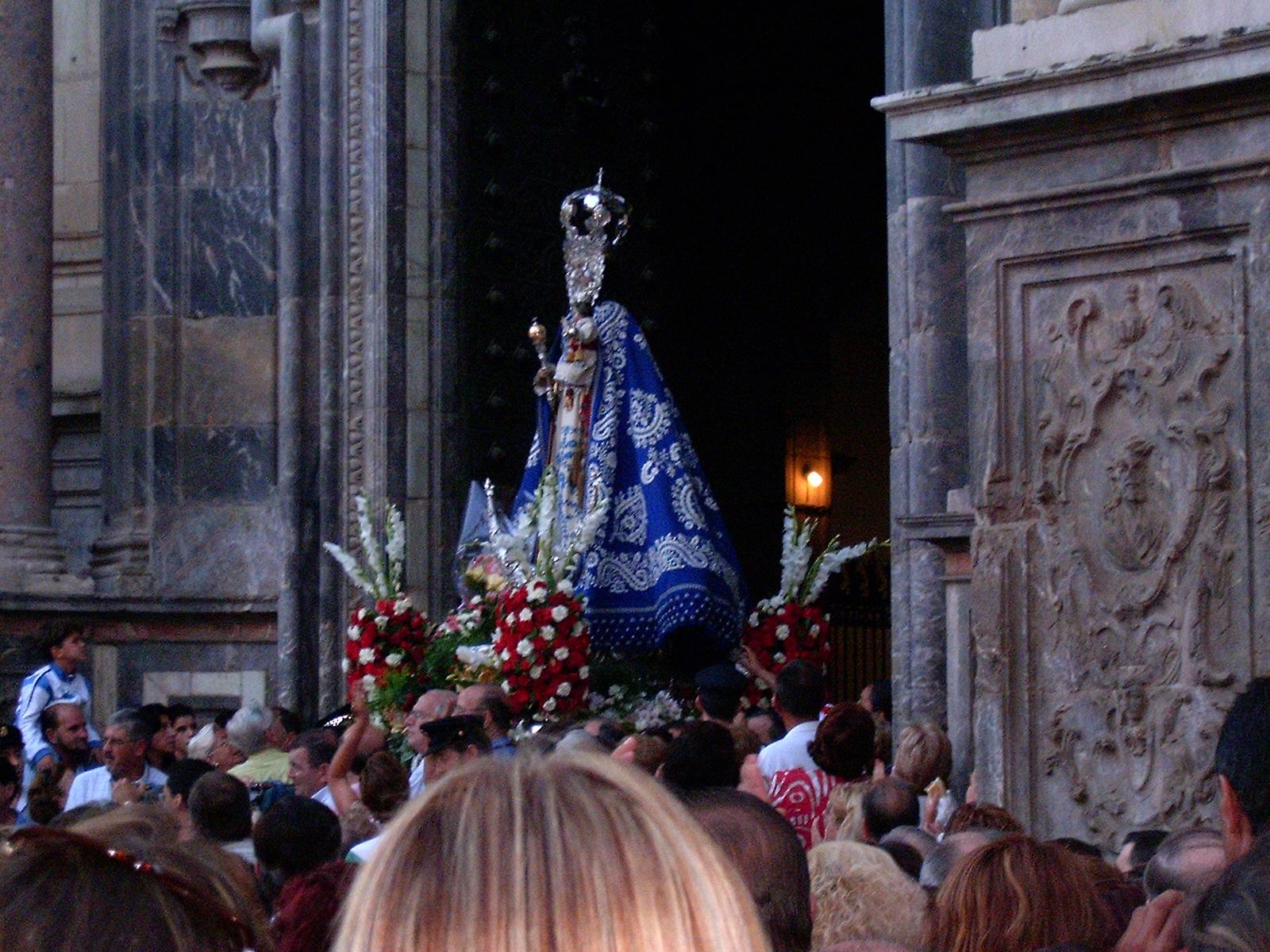
La Virgen de la Fuensanta, saliendo de la Catedral.

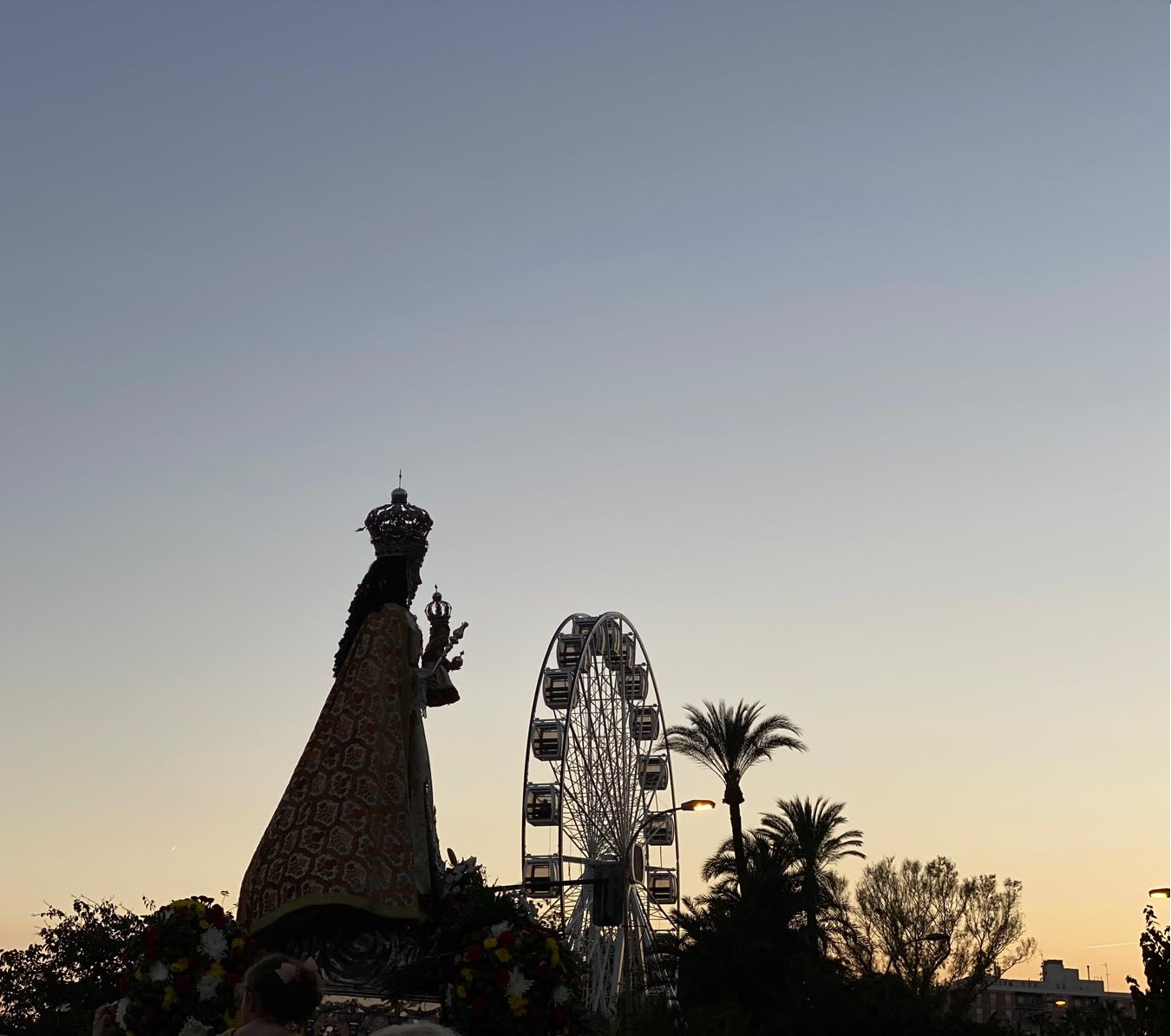
Llegada a Murcia de la Virgen de la Fuensanta en la Feria de 2023.

La Feria de Murcia se celebra los primeros días del mes de septiembre en la ciudad española del mismo nombre.
Esta feria, concedida por Alfonso X el Sabio en el siglo XIII, se instituye hoy como la fiesta patronal de Murcia en honor a la Virgen de la Fuensanta. El comienzo de la Feria viene marcado por la llegada a la ciudad de la imagen de dicha Virgen, procedente de su Santuario del Monte, que tiene lugar siempre un jueves anterior al día 8 de septiembre. Desde ese día, la patrona recibe la veneración de los murcianos en la Catedral, donde el domingo posterior al día 8 se celebra solemnemente su festividad. El martes siguiente y tras trece días de Feria, Nuestra Señora de la Fuensanta es devuelta a su Santuario en una multitudinaria romería con la que se cierran las fiestas septembrinas.
La Feria de septiembre de Murcia es una fiesta de marcado carácter popular que hunde sus raíces en las ferias medievales. Perdida ya la necesidad y la tradición de las ferias para intercambiar productos y mercancías, aún quedan rastros de lo que sería su origen: la feria ganadera y los puestos de artesanías. En la actualidad, la Feria de septiembre en Murcia es una celebración poliédrica donde se hacen coincidir diversos festejos y fue declarada de Interés Turístico Nacional en 2012.

## Eventos
Actualmente, la Feria de Murcia cuenta con diversos recintos que acogen las principales manifestaciones festivas, entre las que destacan:
- Feria del Ganado: Origen primitivo de estas celebraciones, instaurada en época medieval y habiendo desaparecido durante algunas décadas de la segunda mitad del siglo XX. Hoy se encuentra totalmente recuperada, llevándose a cabo durante los cuatro primeros días de Feria en los sotos del río, en el paraje de La Azacaya.

- Feria taurina: La más importante de toda la Región, ofreciendo carteles con los diestros más destacados de la temporada en el monumental coso de La Condomina.

- Feria de atracciones: Una de las más grandes de España y esperada por todos, permaneciendo abierta durante todo el periodo de fiestas en el recinto ferial de la FICA. Cuenta con numerosas atracciones, puestos de todo tipo etc. La Feria de atracciones de Murcia cuenta con su 2x1 en todas las atracciones el primer día y el Día del Niño cuando todas las atracciones bajan su precio un 50%.

- Festividad de Nuestra Señora de la Fuensanta: Domingo posterior al 8 de septiembre, con Procesión Claustral y Misa Pontifical en el templo catedralicio.

- Los Huertos del Malecón: Recinto festero en el que se erigen las casetas y tenderetes gastronómicos donde degustar los platos típicos de la región, además de diversos stands de artesanía, escenarios musicales y mercadillos.

- Moros y Cristianos: En estos días se rememora también la fundación de la ciudad por Abderramán II y su posterior conquista cristiana por parte de Alfonso X el Sabio. Desfiles de kábilas y mesnadas, alardes de arcabucería y representaciones teatrales de aquellos acontecimientos históricos, tienen como escenario las calles murcianas. El Campamento Medieval, recinto montado por las distintas agrupaciones, ofrece espectáculos y diversión durante todas las fiestas.

- Festival Internacional de Folclore en el Mediterráneo: Desde el año 1968 se celebra en Murcia una magna demostración musical de danzas y canciones populares.

- Certamen de Tunas: Iniciado en 1988, en él compiten tunas nacionales e incluso de fuera de España.

- Lemon Pop Festival: Festival de música independiente creado en 1996.

- Romería de la Virgen de la Fuensanta: Subida de la Patrona de Murcia a su Santuario, tras haber permanecido en la ciudad durante toda la Feria. Constituye la más multitudinaria expresión de fervor del pueblo murciano hacia su Morenica, congregando a más de medio millón de romeros. A esta jornada se la conoce popularmente como Día del Monte y es con la que concluyen las fiestas.

## Moros y Cristianos
En junio de 1983, se creó la Asociación de Fiestas de Moros y Cristianos. Ese año ya hubo desfiles propios aunque se solicitó la participación de grupos de Orihuela y Abanilla. En el grupo fundacional había cinco asociaciones: Mudéjares, Abderramán II, Ibn-Arabí, Ibn Mardanish y los Caballeros del Temple. Posteriormente el número de Kábilas y mesnadas ha ido aumentando paulatinamente, hasta conformarse en el número que hay en la actualidad.
En Murcia, durante las fiestas de Moros y Cristianos, existe un líder cristiano y un líder moro que son el Infante Alfonso de Castilla y el Rey Ibn Hud Baha Al-Dawla. La duración de este cargo es anual, de marzo a marzo. Son elegidos dentro de una agrupación en el 'Medio Año Festero'. Durante la celebración del Medio Año Festero tienen lugar numerosos actos culturales.

## Festival Internacional de Folklore
Sus dos primeras ediciones, 1968 y 1969, se llevaron a cabo bajo el título de Festival Internacional de Folklore del Mediterráneo, pues en el ánimo de sus fundadores estaba recoger solamente danzas de países ribereños del Mare Nostrum, mediante la participación de grupos de música tradicional de estos países. Ante el éxito del certamen se decidió expandir sus horizontes, abriéndose la posibilidad de participación en el festival de cuantos grupos quisieran sin importar su procedencia. En 1970 se cambia el nombre del Festival por el de Internacional de Folklore en el Mediterráneo.
Los fundadores de este evento fueron Alfonso Izarra, gobernador de la provincia; Manuel Fernández-Delgado, primer director del festival; Manuel Muñoz, catedrático de la Universidad; y Mr. Lassagbe, agregado cultural de Francia y afamado folclorista.
En calidad de invitados acuden cada año en cada nueva convocatoria unos catorce grupos folclóricos, de los cuales la mitad son extranjeros y la otra mitad nacionales. Cada año sucesivamente crece el número de países que visitan nuestra región dejando una muestra de sus raíces musicales y culturales. Varios son los actos programáticos del festival que de una manera estable han pasado a formar parte del certamen. Uno de estos actos es el desfile de banderas, donde cada grupo participante desfila ataviado con sus galas regionales, portando la bandera que le representa, deteniéndose en diversas plazas de la ciudad para realizar una exhibición de su arte.
La realización de este festival implica algo más que los conciertos. Desde hace décadas, pretende ser un balcón al mundo. Cada grupo comparte, a través de sus bailes y su música, el universo cultural de su región.